# Maurizio Matrone

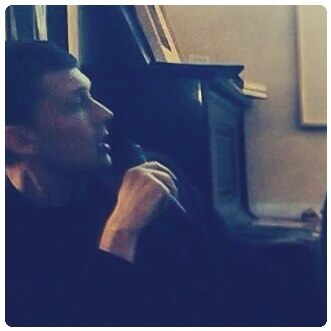
Maurizio Matrone durante il festival Book City Milano 2013

Maurizio Matrone (Verona, 1966) è uno scrittore italiano.

## Biografia
Diplomato in Belle Arti a Bologna nel 1987, si laurea in Pedagogia - sempre a Bologna - nel 1993. Lavora come poliziotto (principalmente presso la Questura di Bologna) dal 1988 al 2008 .
Collabora con soggettisti e sceneggiatori di telefilm polizieschi (La squadra, Distretto di polizia, L’ispettore Coliandro)  e utilizza la sua esperienza di redattore di verbali per scrivere soggetti originali .
Nel 2009 lascia il lavoro di poliziotto e assume il ruolo di direttore della Fondazione FMR-Art'è Marilena Ferrari fino al 2010.
Dal 2010 è consulente e formatore sui temi delle narrazioni d'impresa.

## Opere
- Fiato di Sbirro, Milano, Hobby&Work, 1998, pagg. 157, ISBN 9788878517615
- Il bolide fantasma, Milano, The Walt Disney Company Italia, 2002, pagg. 137, ISBN 9788873099703
- Erba Alta, Milano, Frassinelli, 2003, pagg. 234, ISBN 9788876847257
- Il Mio Nome è Tarzan Soraia, Milano, Frassinelli, 2004, pagg. 238, ISBN 9788876848056
- Il Commissario Incantato, Milano, Marcos Y Marcos, 2008, pagg. 214, ISBN 9788871684734
- Piazza dell'Unità, Milano, Marcos Y Marcos, 2011, pagg. 255, ISBN 9788871685861
- Narrativa d'impresa. Per essere ed essere visti, con Davide Pinardi, Milano, FrancoAngeli, 2013, pagg. 240, ISBN 9788820440695
- Lassù all'inferno, con Franco Foschi, Milano, Laurana, 2019, pagg. 294, ISBN 9788831984232